# Scherdel Bier
Scherdel Bier GmbH & Co. KG est une brasserie à Hof-sur-Saale (Bavière), elle est une filiale de Kulmbacher Brauerei.

## Histoire
Georg Matthäus Scherdel vient à Hof avec sa famille de Schwarzenbach an der Saale en 1831. En tant que boulanger, il sait comment traiter les levures et donc le processus de fermentation de la brasserie. Il se consacre intensément et exclusivement au brassage de la bière dans les brasseries communales afin de pouvoir approvisionner les villages environnants. Comme il ne peut disposer de ces brasseries comme il le veut, il construit sa propre brasserie avec son fils Bernhard en 1862, composée d'une maison de brassage et d'une malterie au Unterkotzauer Weg 9, à proximité de laquelle Scherdel possède une cave en pierre.
Georg Matthäus Scherdel fut le premier brasseur de Hof à transporter ses bières en Prusse et en Saxe avec des charrettes tirées par des chevaux et des charrettes à bœufs. Cela favorise le développement de la ville de Hof en une ville de la bière.
Une nouvelle prospérité de la brasserie a lieu dans les années 1930 avec l'introduction de la bière Pilsner Scherdel Edelhell. Elle est interrompue par la Seconde Guerre mondiale et surtout la perte des zones de vente au centre de la République de Weimar. Cette perte est compensée par une nouvelle orientation vers le sud de l'Allemagne.
Au cours des années 1970 et 1980, la brasserie privée devient un fournisseur régional important dans le nord-est de la Bavière.
Début 2003, la brasserie connaît des difficultés financières et doit déposer le bilan. Le 1er octobre 2003, Kulmbacher Brauerei AG reprend Scherdel-Brauerei dans le cadre d'une procédure d'insolvabilité. Elle continuera à fonctionner comme une brasserie indépendante à Hof.
Scherdel-Brauerei fête son 175e anniversaire en 2006. L'événement est l'occasion d'équiper les bouteilles de bière Scherdel de nouvelles étiquettes traditionnelles. De plus, le logo de l'entreprise est repensé. Michael Krasser (ancien directeur commercial de la brasserie Kulmbacher) est directeur général de Scherdel-Brauerei en juin 2007.
Scherdel produit la Schlappenbier pour le Hofer Schlappentag à partir de 2011.

## Production
- Scherdel Premium Pilsner
- Scherdel Edelhell
- Scherdel Helle Weisse
- Scherdel Lager
- Scherdel Radler
- Scherdel Schwarzes
- Scherdel Kristall Weisse
- Scherdel Light
- Scherdel Alkoholfrei
- Scherdel Landbier, à l'occasion du 175e anniversaire
- Scherdel Zoigl
- Scherdel Schlappenbier (saisonnière, uniquement pour le Schlappentag)